# Ilariidae
De Ilariidae zijn een familie van uitgestorven buideldieren uit de Diprotodontia die verwant zijn aan de wombats. Deze dieren leefden tijdens het Laat-Oligoceen in Australië. Het waren grote herbivoren. 
De familie Ilariidae omvat de twee geslachten Ilaria en Kuterintja.